# Seznam rolkarskih krajev
Seznam najbolj znanih svetovnih rolkarskih krajev:

### C
- Cherry park (Long Beach, ZDA)
- Cankar (rolkanje) (Ljubljana, Slovenija)

### E
- El Toro (Lake Forest, ZDA)
- Embarcadero trg (San Francisco, ZDA)

### L
- Love park (Filadelfija, ZDA)

### M
- MACBA (Barcelona, Španija)

### V
- Venice beach (Kalifornija, ZDA)

### W
- Wallenberg (San Francisco, ZDA)